# Roman Mełech
Roman Bohdanowycz Mełech, ukr. Роман Богданович Мелех, ros. Роман Богданович Мелех, Roman Bogdanowicz Mielech (ur. 19 lipca 1958 w Daszawie, w obwodzie lwowskim, Ukraińska SRR) – ukraiński trener piłkarski.

## Kariera trenerska
Ukończył studia na Wydziale Energetycznym Politechniki Lwowskiej oraz Wydział Prawa i studia podyplomowe na Uniwersytecie Lwowskim im. Iwana Franki. Jego wypracowania o piłce nożnej i historii futbolu zostały opublikowane w czasopismach "Ukraiński Futbol", "Karpaty", "Za wolną Ukrainę", "Wysoki Zamek", "Lwowska reklama", "Kamieniarz" oraz informatorach piłki nożnej. Współautor książki "Historia lwowskiego futbolu" (Lwów, 1999) oraz pomnika "Lwów - ojczyzna ukraińskiej piłki nożnej". Pracuje profesorem na Wydziale teorii wychowania fizycznego, specjalistycznego przygotowania fizycznego i sportu w Akademii Wojsk Lądowych im. Hetmana Piotra Sahajdacznego.
W 1993 był jednym z organizatorów klubu futsalowego MFK Ukraina Lwów, w którym został mianowany na stanowisko głównego trenera klubu.

## Sukcesy i odznaczenia

### Odznaczenia
- tytuł Zasłużonego Trenera Ukrainy